# Rumjantjo Goranov
Rumjantjo Goranov Radev (på bulgarsk: Румянчо Горанов Радев) (født 17. marts 1950 i Pleven, Bulgarien) er en tidligere bulgarsk fodboldspiller (målmand). Han spillede 34 kampe for det bulgarske landshold, og deltog ved VM i 1974 i Vesttyskland.
Goranov spillede på klubplan hovedsageligt for Lokomotiv Sofia i hjemlandet. Han blev i 1978 kåret til Årets fodboldspiller i Bulgarien.